# Rhododendron tschonoskii
Rhododendron tschonoskii är en ljungväxtart som beskrevs av Carl Maximowicz. Rhododendron tschonoskii ingår i släktet rododendron, och familjen ljungväxter.

## Underarter
Arten delas in i följande underarter:
- R. t. roseotinctum
- R. t. tetramerum
- R. t. trinerve

## Bildgalleri

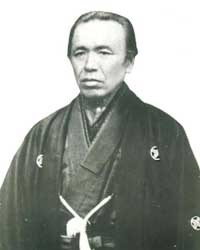
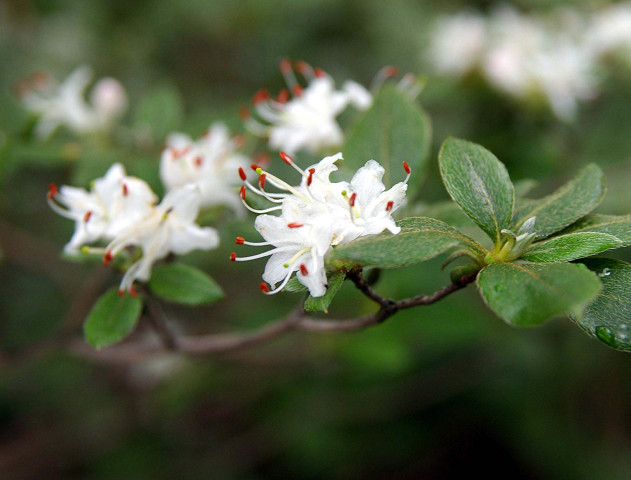